# Xian de Yongchun
Pour l'art martial Yongchun, voir Wing Chun
Le xian de Yongchun (永春县 ; pinyin : Yǒngchūn Xiàn) est un district administratif de la province du Fujian en Chine. Il est placé sous la juridiction de la ville-préfecture de Quanzhou.

## Démographie
La population du district était de 540 961 habitants en 1999.